# 四环素类抗生素

四环素类抗生素的四环结构.

四环素类抗生素，一個廣效抗生素（Broad-spectrum antibiotic）藥物家族的泛稱，因其氢化并四苯母核而得名。本类药物抗菌谱广，对革兰氏阴性菌、革兰氏阳性菌、螺旋体、衣原体、立克次氏体、支原体、放线菌和阿米巴原虫都有较强的作用。但近年来，其应用受到耐药的影响。

## 历史
1940年代本杰明·道格从金霉素链霉菌（Streptomyces aureofaciens）中发现了第一个四环素类抗生素金霉素。不久后AC Finlay等人在相似的链霉菌龟裂链霉菌（S. rimosus）中发现了土霉素。 Robert Burns Woodward 随后测定了土霉素的结构，使Lloyd H. Conover合成四环素类抗生素成为可能。2005年，甘氨酰环素类抗生素替加环素研制成功，用于治疗对包括四环素在内的其他传统抗生素耐药的病菌的感染。

## 四环素分类
- 天然存在的
  - 四环素Tetracycline
  - 金霉素Chlortetracycline
  - 土霉素Oxytetracycline
  - 地美环素Demeclocycline
- 半合成四环素
  - 强力霉素Doxycycline
  - 赖氨四环素Lymecycline
  - 甲氯环素Meclocycline
  - 甲烯土霉素Methacycline
  - 米诺环素Minocycline
  - 氢吡四环素(吡甲四环素、吡咯烷甲基四环素)Rolitetracycline

替加环素（Tigecyclin），又稱老虎黴素，屬於新一代的四環素，但屬於其中的次分類甘氨酰环素类抗生素。
甘氨酰环素类抗生素與傳統四環素相比，在C9可對付細菌的抗藥性，抵抗抗藥菌株的排出幫浦、核醣體的保護機制。可用來治療耐藥細菌如耐甲氧西林金黃色葡萄球菌（MRSA）。
Tigecyclin表現出與其他四環素類抗生素相似的副作用 。 但有強烈的胃腸道反應作為最常見的副作用。
另外，最新一代四環類抗生素，Omadacycline，屬甲基胺環素類抗生素，與甘氨酸環素同樣可抵抗抗藥菌株的排出幫浦、核醣體的保護機制。美國FDA已於2019年核准其用來治療急性細菌性皮膚感染(acute bacterial skin and skin structure infections，ABSSSI)和細菌性社區型肺炎(community-acquired bacterial pneumonia，CABP)，效果優異，且副作用較Tigecyclin輕微。

## 机制及耐药
四环素能够抑制基因转译而抑制细胞生长，它能与细菌核糖体30S亚基上的16SrRNA结合，抑制氨酰tRNA进入核糖体A-位置，而在自然界中，这种结合是可逆的。
细胞耐药的发生至少有3种机制。
- 由质粒或转座子编码的排出因子（Tet A-E，Tet K和Tet L）在细菌细胞膜表达，这些排出因子也称泵蛋白，可介导Mg2+依赖性药物外流，在细菌体内还存在一种抑制因子，对排出因子的表达有抑制作用。Tetracyclines抗生素能与该抑制因子结合并使之失活，从而导致排出因子大量表达，促进药物排出细胞外，使tetracyclines抗生素不能在细菌细胞内聚积而产生耐药性。
- 由质粒或转座子编码的核蛋白体保护因子（Tet M和Tet O）在细菌细胞内的表达，可与四环素类抗生素结合，从而阻碍抗生素与核蛋白体结合，发挥核蛋白体保护作用。
- 细菌产生灭活酶。

## 适应症
四环素能用于治疗呼吸道、中耳、鼻窦、尿路等部位的感染，也能用于治疗淋病。尤其是用于对大环内酯类抗生素和β-内酰胺类抗生素素过敏的患者。
目前多用于治疗轻微或严重的酒糟鼻和痤疮等（四环素、土霉素、强力霉素和米诺环素）。

## 给药
因为四环素易与镁离子、铝离子、铁离子络合而降低药物的吸收，一般建议在饭前1小时或饭后2小时服用，也不建议在服药后吃奶制品或含铁的食物。

## 注意
肝损伤患者慎用四环素，四环素还可能会导致肾衰竭（强力霉素和米诺环素除外）。四环素类药物还可能使重症肌无力患者病情加重。 
抗酸药和牛奶能抑制四环素类药物的吸收。
四环素类药物的降解产物有毒，能导致范康尼氏綜合症，影响人肾近端小管功能。

## 副作用
- 胃肠道不适
- 畏光
- 四环素牙：因服用四环素族药物引起的牙本质着色（黄色、灰褐色） ，并可能引发牙釉质发育不全或缺损。成因是四环素分子与牙组织形成四环素正磷酸复合物，抑制矿化过程的核化和晶体生长。四环素可通过母体胎盘或母乳引起胎儿乳牙着色。一般认为：四环素引起的牙着色和釉质发育不全仅在牙齿发育期给药才能显现出来，6~7岁以后再给药则不至引起令人注目的牙变色，因此妊娠和授乳期妇女以及8岁以下小儿不宜使用四环素类药物。
- 妊娠期母婴潜在毒性

## 外部連結
- 四环素类抗生素[永久]